# شهرام صولتی
ابراهیم صولتی (زادهٔ ۲۰ آبان ۱۳۳۶)، که با نام شهرام صولتی شناخته می‌شود، خوانندهٔ ایرانی موسیقی پاپ است. خواهرش شهره نیز خواننده است.

## زندگی

شهره و شهرام صولتی در ۱۳۵۶

شهرام صولتی در ۲۰ آبان ۱۳۳۶ در محله سرچشمه تهران به‌دنیا آمد. پس از پایان مدرسه ابتدایی، وارد هنرستان عالی موسیقی تهران شد و در هنرستان تعلیم پیانو، کلارینت و تعلیم صدا دید. پس از فارغ‌التحصیل شدن، حرفه خوانندگی را پیشه خود کرد و ترانهٔ‌های «خط موازی» و «سنگ‌دل»، اولین کارهای او در این عرصه بودند. او سه فرزند با نام‌های علی، شهداد و ساشا دارد.
صولتی پس از حوادث انقلاب ۱۳۵۷ در ایران، به لس آنجلس، مهاجرت کرد و در آن شهر اقامت گزید. وی در آمریکا با ارائه آلبوم‌های توبه، دعا و شب‌بخیر شهرت خود را بیش از پیش تثبیت کرد.

## آثارشناسی
آلبوم‌های استودیویی
| شماره | نام آلبوم | ناشر                   | سال انتشار | توضیحات                 |
| ----- | --------- | ---------------------- | ---------- | ----------------------- |
| ۱     | قصر طلا   | کلتکس رکوردز           | ۱۹۷۸       | تک‌آهنگ‌های قبل از انقلاب |
| ۲     | شهر ستاره | کلتکس رکوردز           | ۱۹۸۸       |                         |
| ۳     | توبه      | پارس ویدیو             | ۱۹۸۷       |                         |
| ۴     | صبر       | پارس ویدیو             | ۱۹۸۹       |                         |
| ۵     | دعا       | کلتکس رکوردز           | ۱۹۹۰       |                         |
| ۶     | هدیه      | کلتکس رکوردز           | ۱۹۹۱       | مشترک با لیلا فروهر     |
| ۷     | شب‌بخیر    | کلتکس رکوردز           | ۱۹۹۲       |                         |
| ۸     | شاه‌گل     | کلتکس رکوردز           | ۱۹۹۳       | مشترک با شاهرخ و ابی    |
| ۹     | بارک‌اله   | پارس ویدیو             | ۱۹۹۳       |                         |
| ۱۰    | وسوسه     | کلتکس رکوردز           | ۱۹۹۳       |                         |
| ۱۱    | سکه طلا   | شرکت ترانه             | ۱۹۹۳       | مشترک با شهره و ستار    |
| ۱۲    | پنجره‌ها   | کلتکس رکوردز           | ۱۹۹۴       | مشترک با شهره           |
| ۱۳    | سرنوشت    | شرکت ترانه             | ۱۹۹۴       |                         |
| ۱۴    | لبخند     | شرکت ترانه             | ۱۹۹۶       | مشترک با مهستی          |
| ۱۵    | کویر      | شرکت ترانه             | ۱۹۹۶       |                         |
| ۱۶    | من‌وتو     | شرکت ترانه             | ۱۹۹۸       |                         |
| ۱۷    | بهونه     | شرکت ترانه             | ۱۹۹۹       |                         |
| ۱۸    | تنها      | شرکت ترانه             | ۲۰۰۰       |                         |
| ۱۹    | عاشقانه‌ها | شرکت ترانه             | ۲۰۰۲       |                         |
| ۲۰    | هیچستان   | شرکت KIA Entertainment | ۲۰۰۲       |                         |
| ۲۱    | حالیته    | شرکت Nava Media        | ۲۰۰۴       |                         |
| ۲۲    | قسم       | شرکت MZM               | ۲۰۰۷       |                         |
| ۲۳    | پرواز     | شرکت Power Records     | ۲۰۰۸       |                         |
| ۲۴    | هدیه      | آونگ موزیک             | ۲۰۱۱       |                         |